# Bruchidius raddianae
Bruchidius raddianae là một loài bọ cánh cứng trong họ Bruchidae. Loài này được Anton & Delobel miêu tả khoa học năm 2003.